# Cheirophyllum
Cheirophyllum es un género de gimnospermas extintas que existía en el Pérmico al Triásico. Plantas vasculares que reproducían con semillas. Habiendo hojas similares a ginkgos actuales.

## Ubicación
En Brasil, la especie extinta C. speculare fue hallada en el sitio paleontológico Morro do Papaléo en el municipio de Mariana Pimentel. La especie data del Sakmariense, perteneciente al periodo Pérmico.